# Bug-eyed monster

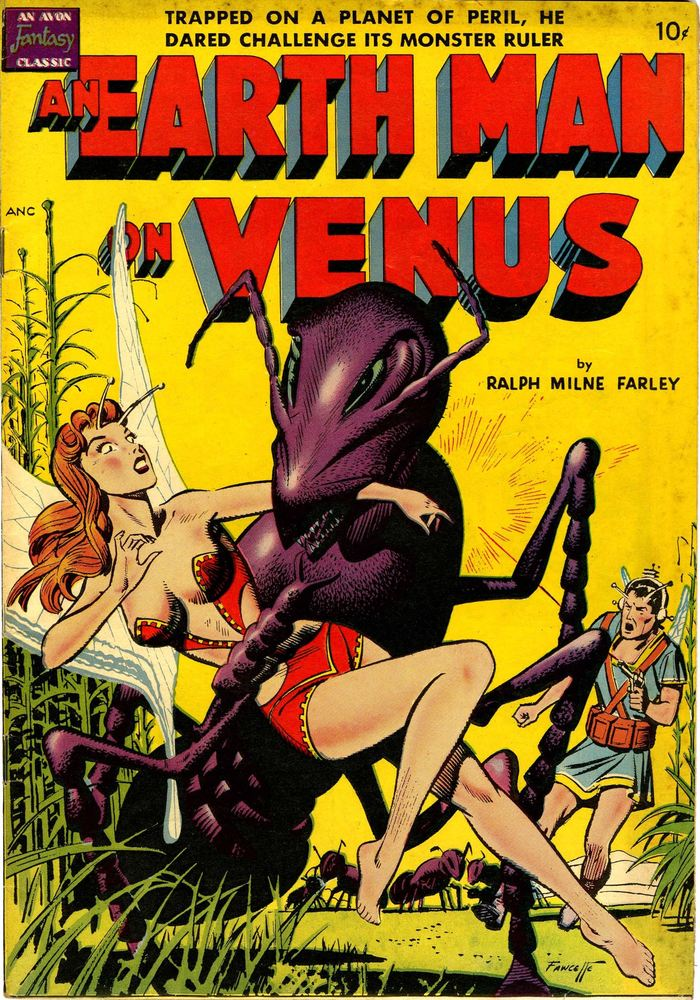
Comic-Cover von 1950

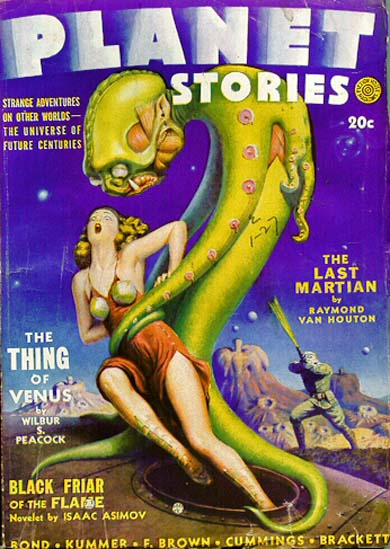
Cover des Pulp-Magazins Planet Stories (Frühjahr 1942)

Bug-eyed monster (übersetzt meist „glubschäugiges Monster“, wörtlich „Monster mit Insektenaugen“, abgekürzt BEM) ist eine seit spätestens Ende der 1930er Jahre im Englischen verwendete Bezeichnung für die stereotype Darstellung eines Aliens in Science-Fiction-Werken. 
Notorisch sind hier die Cover der Pulp-Magazine der 1930er bis 1950er Jahre, bei denen typischerweise eine (oft blonde) leicht bekleidete Frau von einem häufig insektenähnlichem oder tentakelbewehrten Alien-Ungeheuer bedroht wird. Der Entführungsversuch des Monsters wird dann durch den meist mit einer Strahlenpistole (englisch Blaster) bewaffneten männlichen Protagonisten verhindert. In diesen Zusammenhang gehört der abwertende Begriff der Blaster Fiction (etwa „Weltraum-Wildwest-Geschichte“) für das entsprechende Genre.